# سنط سرح

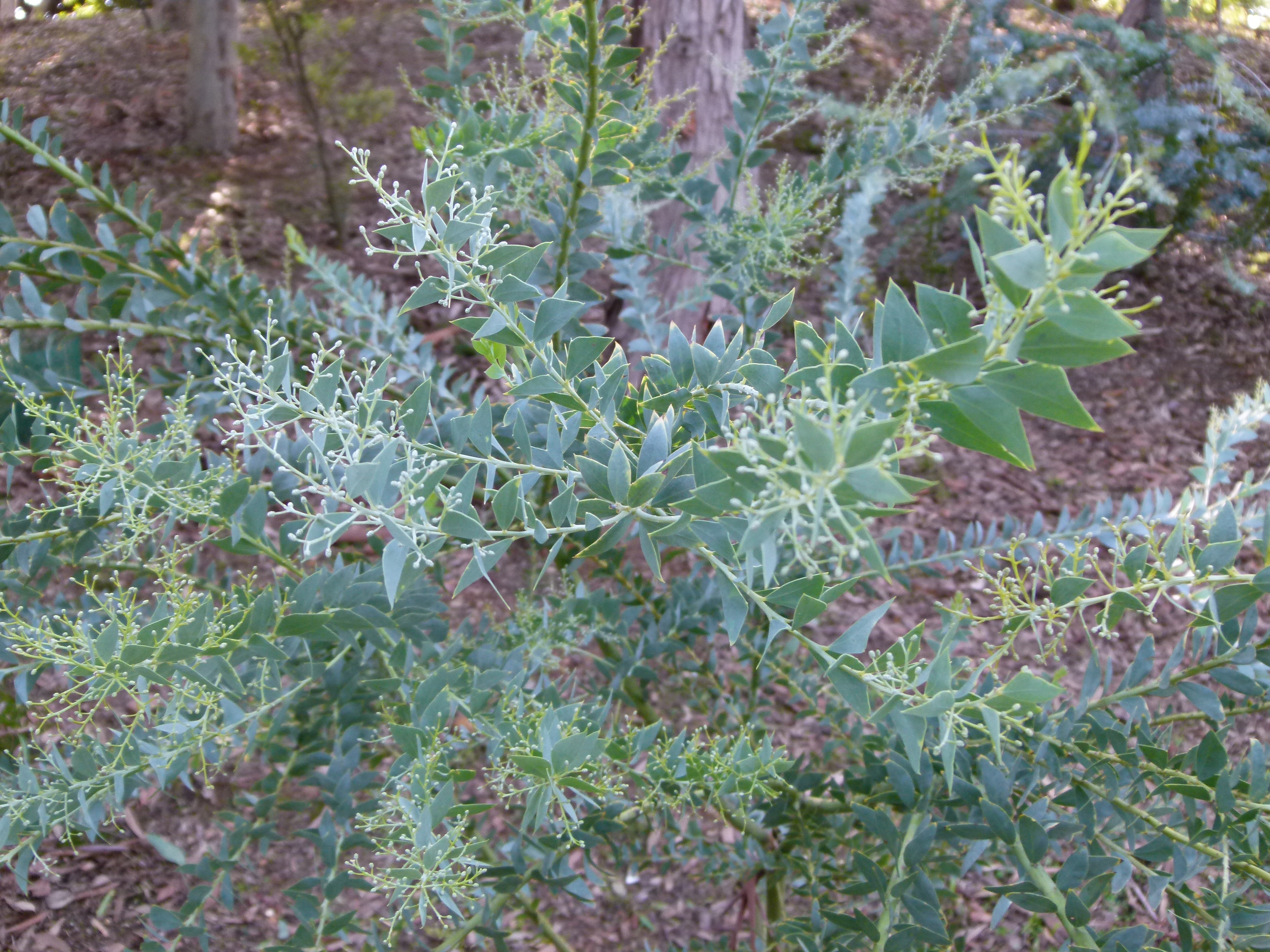
أوراق على شكل مثلث

السَّنْط السَّرِح هي شجرة معمرة أو شجيرة من جنس السنط الأصيل في أسترالية. يزرع على نطاق واسع وقد وجد أنه أُدخل في آسية وإفريقيا وأمريكة الشمالية ونيوزِلندة وأمريكة الجنوبية . يطول نحو 4 م (13 قدم). تظهر الأزهار الصفراء من أغسطس/آب إلى نوفمبر/تشرين الثاني في نطاقها الطبيعي. أوراقها الجذابة وأزهارها الزاهية تجعلها نباتًا شائعًا في الحدائق.